# معالجة إلزامية مجتمعية
العلاج التوكيدي المجتمعي أو ACT هو طريقة علاج متكاملة وشاملة بدرجة كبيرة تهدف لتحقيق الخدمة الصحية العقلية للمجتمع. يقدم برنامج العلاج التوكيدي المجتمعي خدماته لمرضى العيادات الخارجية الذين يعانون من أعراض الأمراض العقلية التي تؤدي إلى صعوبات وظيفية خطيرة في مجالات حياتية متنوعة، مثل العمل والعلاقات الاجتماعية والاستقلال في السكن وأيضًا إدارة الأموال فضلاً عن الصحة البدنية والعافية.

## التعريف
فيما يلي ما تشتمل عليه الصفات المعرفة لبرنامج العلاج التوكيدي المجتمعي:
- تسليط الضوء بوضوح على هؤلاء المشاركين (العملاء) الذين يحتاجون قدرًا كبيرًا من المساعدة من نظام توصيل الخدمات؛
- مهمة جادة لتحسين استقلالية المشاركين وإعادة التأهيل والشفاء ويجري ذلك لمنع التشرد وإدخال المستشفى دون داعٍ وغير ذلك من النتائج السلبية؛
- التأكيد على الزيارات المنزلية وغير ذلك من المداخلات الحيوية (خارج المكتب)، للتخلص من الحاجة إلى نقل المهارات المتعلمة حديثًا من مكان علاج أو إعادة تأهيل اصطناعي إلى «عالم الواقع»;[2]
- نسبة المشاركين إلى العاملين بالبرنامج والتي تكون قليلة بما يكفي لتمكين «فريق الخدمات الأساسية» ببرنامج العلاج التوكيدي المجتمعي بأداء جميع المهام تقريبًا من إعادة التأهيل والعلاج بالإضافة إلى مهام دعم المجتمع بأنفسهم بطريقة منسقة وذات كفاءة على عكس معالجة الحالات التي يتوسط فيها أو «يُسند فيها» معظم العمل إلى اختصاصيين آخرين؛
- «العلاج بالفريق الكامل» حيث يتعاون فريق العمل بالكامل مع جميع المشتركين تحت إشراف اختصاصي الصحة العقلية المؤهل الذي يتولى قيادة العمل؛
- عملية تقييم متعددة التخصصات وتخطيط خدمات تنطوي على طبيب نفسي وممرضة واحدة أو أكثر وعاملين بالخدمة الاجتماعية واختصاصيي إساءة استخدام العقاقير واختصاصيي إعادة التأهيل المهني واختصاصيي العلاج الوظيفي واختصاصيين معتمدين ذوي تاريخ مرضي مماثل (أفراد مروا بتجارب ناجحة وتماثلوا للشفاء)؛
- نية الفريق تحمل المسؤولية المطلقة فيما يتعلق بسلامة المشاركين في جميع مجالات العمل الاجتماعي بما في ذلك وعلى وجه الخصوص الجوانب «الأساسية» للحياة اليومية؛
- الجهد الواعي المبذول لمساعدة الأفراد على تجنب الأزمات في المقام الأول أو التدخل، إذا ما استحال الأمر، في أي وقت من النهار أو الليل لمنع تصاعد الأزمة وتحولها إلى ضرورة دخول المستشفى؛
- وعد بالعمل مع الأفراد على مدار وقت غير محدد، ما داموا يظهرون الحاجة لذلك الشكل المكثف والمتكامل عادة من المساعدة المهنية.[3][4][5][6][7]

يعد العلاج التوكيدي المجتمعي بين مجموعة أنواع خدمات الصحة العقلية المعيارية «خدمة مراقبة طبية لغير المقيمين» (المستوى 4) مما يجعلها أكثر كثافة من «الخدمات عالية الكثافة القائمة على وجود مجتمعي» (المستوى 3) ولكنها أقل كثافة من «خدمات المراقبة الطبية للمقيمين» (المستوى 5) بالنسبة لأداة إدارة الانتفاع المكانية المقبولة على نطاق واسع.

## التطورات الأولى
تطور العلاج التوكيدي المجتمعي أول مرة في بدايات السبعينيات- ذروة ازدهار التأهيل خارج المؤسسات، عندما خرجت أعداد كبيرة من المرضى من المستشفيات النفسية التي تشرف الحكومة على تشغيلها إلى خدمات مجتمعية متخلفة تفتقر إلى التكامل «غير منظمة» تعاني من ثغرات «خطيرة» و«تصدعات» أسس هذه الطريقة العلاجية ليونارد آي ستين (Leonard I. Stein)؛ طبيب معالج و الدكتور ماري آن تيست (Mary Ann Test), أرنولد جيه ماركس؛ (Arnold J. Marx)؛ طبيب معالج، ديبورا جيه آلنيس (Deborah J. Allness)؛ عامل اجتماعي، ويليام إتش نويدلر (William H. Knoedler)؛ طبيب معالج، وزملاؤهم في معهد الصحة العقلية بمندوتاوهو مستشفى حكومي في ماديسون، ويسكنسن. والبرنامج الذي يعرف أيضًا في المصادر على أنه التدريب في الحياة المجتمعية برنامج العلاج التوكيدي المجتمعي (PACT)، أو بطريقة أبسط «نموذج ماديسون،» بدا هذا الابتكار أصوليًا في ذلك الوقت ولكنه غدا منذ ذلك الحين واحدة من طرق تقديم الخدمات الأكثر تأثيرًا. حصل مشروع ماديسون الأصلي على الجائزة الذهبية من الجمعية الأمريكية للأطباء النفسيين عام 1974. (بعد الحصول على النموذج كإستراتيجية تمنع إدخال المستشفيات بالنسبة لمجموعة غير متجانسة نسبيًا من مرضى المستشفيات ذوي الحالات المحتملة، أولى فريق برنامج العلاج التوكيدي المجتمعي اهتمامه في بداية الثمانينيات إلى مجموعة أكثر تحديدًا من البالغين من الشباب في المراحل الأولى من الفصام).